# تیم توماس (ورزشکار)
تیم توماس (انگلیسی: Tim Thomas؛ زادهٔ ۱۵ آوریل ۱۹۷۴) بازیکن هاکی روی یخ اهل ایالات متحده آمریکا است.
وی همچنین برندهٔ جوایزی همچون جام استنلی شده‌است.